# Paolo Bologna
Paolo Bologna (Montefiascone, 28 aprile 1956) è un regista, sceneggiatore e scrittore italiano.

## Biografia
Dopo un'infanzia sul lago di Bolsena e la maturità al liceo scientifico di Viterbo, si trasferisce a Roma, dove frequenta la facoltà di architettura. Debutta come attore di teatro in due saggi per l'Accademia nazionale d'arte drammatica, con il regista Guido Compagnoni e poi nel Macbeth, con la compagnia Scenaperta.
Negli anni '70 sperimenta il cinema in super8, gira numerosi cortometraggi sperimentali con l'attrice Jole Rosa e Alberto Hohenneger, legati al cinema delle avanguardie storiche cinematografiche e all'Expanded Cinema, esercitandosi e operando nei tanti Cine Club romani. Tra il 1977 e il 1980 realizza una ventina di film sperimentali, la maggior parte dei quali viene utilizzata all'interno degli spettacoli teatrali del gruppo "La gaia scienza" e di altri autori della postavanguardia teatrale romana. Crea inoltre multi-proiezioni nei teatri off del teatro Beat '72 e la Piramide, lavora come scenotecnico e coregista con La Gaia Scienza, Ennio Fantastichini e Benedetto Simonelli.
Nel 1980-82 Bologna debutta nel cinema di fiction con Fuori dal giorno (1982), film metropolitano a budget ridotto, scritto, diretto, montato e prodotto dallo stesso Bologna. Presentato alla prima edizione del Torino Film Festival 1982, viene ben accolto, insieme al suo protagonista maschile Leonardo Treviglio.
Nel 1987 fonda con Donatella Palermo la casa di produzione Myskin Film (il cui nome deriva da quello del principe de L'idiota). Insieme producono Il senso della vertigine, film noir ambientato in provincia, scritto e diretto da Paolo Bologna, in concorso al MystFest di Cattolica nel 1991.
Nel 2021 ha pubblicato con Besa Editrice, il suo terzo romanzo di viaggio Il sogno delle città perdute-Viaggio negli spazi della vecchia Europa.

## Filmografia

### Lungometraggi
- Fuori dal giorno (1982)
- Il senso della vertigine (1990)

### Cortometraggi
- La danza delle lampadine (1977)
- MovJole - Jole catturata dalla moviola (1977)
- Expanded Jole (1977)
- Jole ferry to Marocco (1977)
- Museo residuo sul mare (1977)
- Ocean, man, faeces (1977)
- Jole'pavane (1977)
- Ketama Lumière (1977)
- J&A+ (1977)
- Jole smokes (1977)
- Jole 47 secondi (1977)
- Guerre stellari - Jole in the crowd (1977)
- Tiburtina dream (1977)
- Olimpica - Roma (1977)
- Il demone del telecomando (1984)

### Cortometraggi e multiproiezioni nel Teatro
- Filming and editing il ladro di Bagdad Reggia di Caserta, (1979)
- Stanze-The other side of the wind - Teatro Beat 72, Roma (1979)
- Ensemble - Teatro Beat 72, Roma, (1980)
- La battaglia di Anghiari - Teatro Beat 72, Roma, (1980)

### Narrativa
- Il sogno delle città perdute-Viaggio negli spazi della vecchia Europa , Nardò, Besa Editrice, 2021